# Barlinek
Barlinek (niem. Berlinchen) – miasto w północno-zachodniej Polsce, w województwie zachodniopomorskim, w powiecie myśliborskim, siedziba gminy miejsko-wiejskiej Barlinek. Najludniejsze miasto powiatu myśliborskiego. Z miastem graniczy Barlinecki Park Krajobrazowy.
Według danych z 31 grudnia 2019 Barlinek liczył 13 663 mieszkańców.

## Położenie

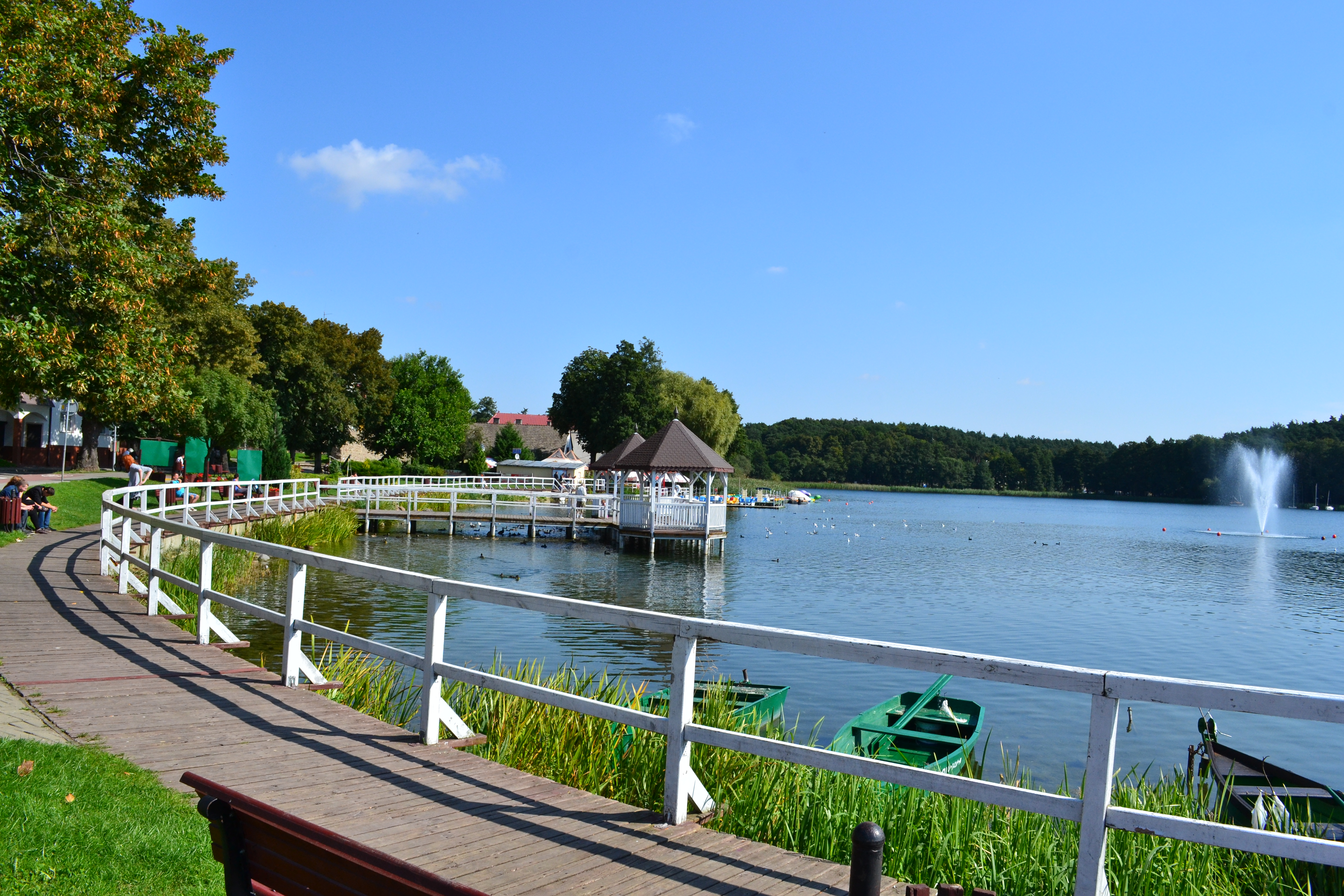
Zabytkowy pomost nad Jeziorem Barlineckim

Miasto położone jest nad kanałem Młynówka i jeziorami: Barlineckim, Chmielowym i Uklejno.
Według danych z 1 stycznia 2013 powierzchnia miasta wynosi 17,55 km².
Barlinek początkowo był osiedlem rybackim w Wielkopolsce, po czym został włączony do Nowej Marchii. Od czasu zakończenia II wojny światowej Barlinek zaliczany jest do Pomorza Zachodniego.

## Nazwa
Dawniej nazwą miasta było Nova Berlyn i Klein Berlin. Przed 1945 rokiem miało niemiecką nazwę Berlinchen.
Nazwa Barlinek została urzędowo wprowadzona rozporządzeniem ministrów Administracji Publicznej i Ziem Odzyskanych z dnia 12 listopada 1946 r. Wcześniej przez krótki okres powojenny funkcjonowała nazwa Berlinek, mająca jeszcze przedwojenną tradycję.

## Historia

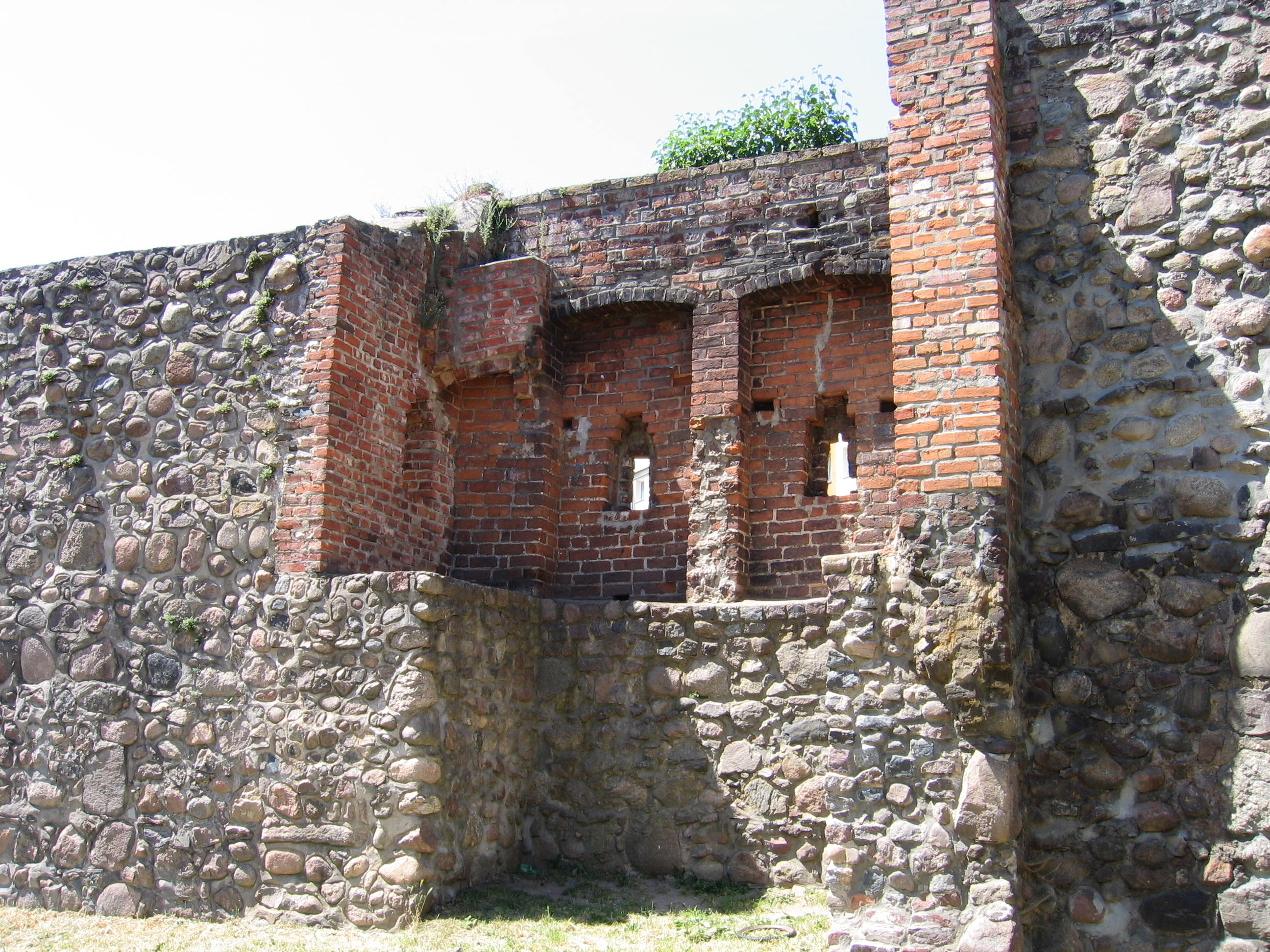
Fragment średniowiecznych murów miejskich

Obszary, na których leży Barlinek podlegały początkowo państwu Piastów, a następnie osada była pod władaniem książąt wielkopolskich. Istnienie słowiańskiej osady potwierdza fakt, iż w miejscu gotyckiego Kościoła Niepokalanego Serca Najświętszej Maryi Panny istniało słowiańskie grodzisko.
Pod koniec XIII wieku tereny te zajęła Marchia Brandenburska, a wraz z tym rozpoczęła się niemiecka kolonizacja. Margrabiowie Otto V i Albrecht III zezwolili Heinrichowi Toyte na lokalizację miasta o nazwie Nova Beryn. W 1278 r. Brandenburczycy nadali osadzie prawa miejskie, a miasto stało się nadgranicznym grodem obronnym. W połowie XIV w. Barlinek otrzymał mury obronne z dwoma bramami – Myśliborską (Soldiner Tor) i Młyńską (Mühlentor). Miasto doznawało licznych klęsk żywiołowych, jak zarazy i pożary (te ostatnie aż siedmiokrotnie). Podstawowe zajęcia mieszkańców stanowiły rolnictwo i hodowla bydła.
Od 1373 pod panowaniem Korony Czeskiej. W 1402 w Krakowie zawarto układ w sprawie zakupu miasta z regionem przez Polskę, jednakże ostatecznie zostało sprzedane Krzyżakom, do których należało do 1454. W 1410 najazdy Polaków i Pomorzan. Od 1454 miasto powraca pod rządy Brandenburgii. Od tego czasu miasto nieprzerwanie pozostawało pod władzą dynastii Hohenzollernów aż do 1918 r., wchodząc od 1701 r. w skład Prus, a od 1871 r. – Niemiec. W 1467 miasto oblegały wojska pomorskie.
Z rzemiosł poważniej rozwinęło się tkactwo, sukiennictwo, lniarstwo, podupadłe w połowie XIX w. Na przełomie XVIII i XIX w. czynna była tu papiernia. Pomyślna dla rozwoju gospodarczego miasta była druga połowa XIX w. Miasto stało się wówczas znacznym ośrodkiem gospodarczym. Rozwinęły swoją produkcję: garbarnia, fabryka pługów. W 1852 wielki pożar niszczy zabudowę rynku, ratusz i wieżę kościelną. W 1898 r. Barlinek uzyskał połączenie kolejowe z Choszcznem i Myśliborzem.
31 stycznia 1945 r. miasto zdobyte zostało przez oddziały radzieckie (XII Korpus Pancerny Armii Czerwonej); w wyniku walk oraz umyślnych podpaleń zniszczeniu uległo wówczas ponad 50% zabudowy. W następstwie II wojny światowej miasto znalazło się w granicach Polski. Miejscową ludność, która pozostała w mieście, przymusowo wysiedlono za Odrę, a do Barlinka sprowadzono polskich osadników. W rezultacie częściowej, powojennej odbudowy Barlinek stał się uprzemysłowionym miasteczkiem Pomorza Zachodniego.
W latach 1954–1972 miasto był siedzibą władz gromady Barlinek. W latach 1975–1998 miasto administracyjnie należało do województwa gorzowskiego.

## Zabytki

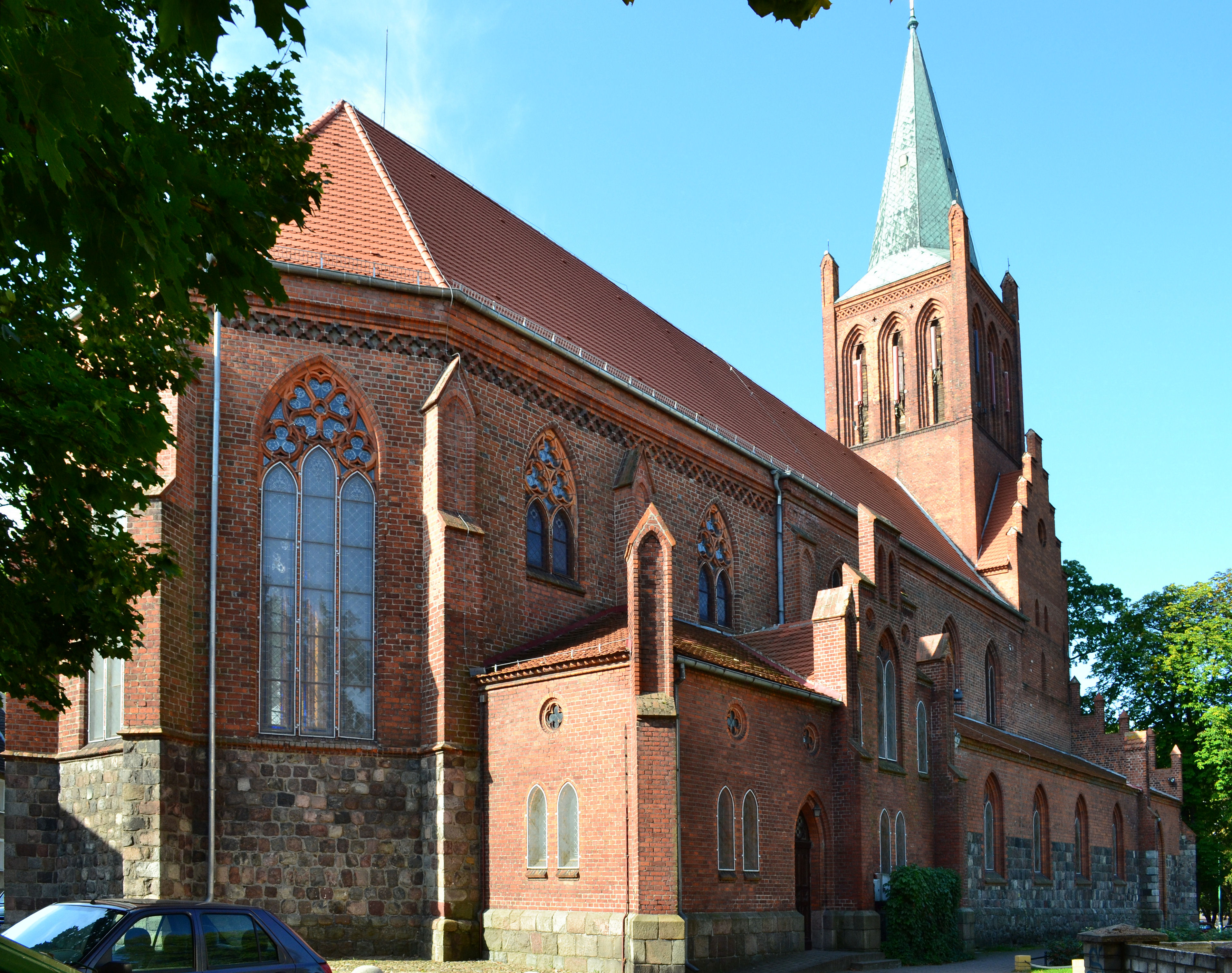
Kościół Niepokalanego Serca NMP

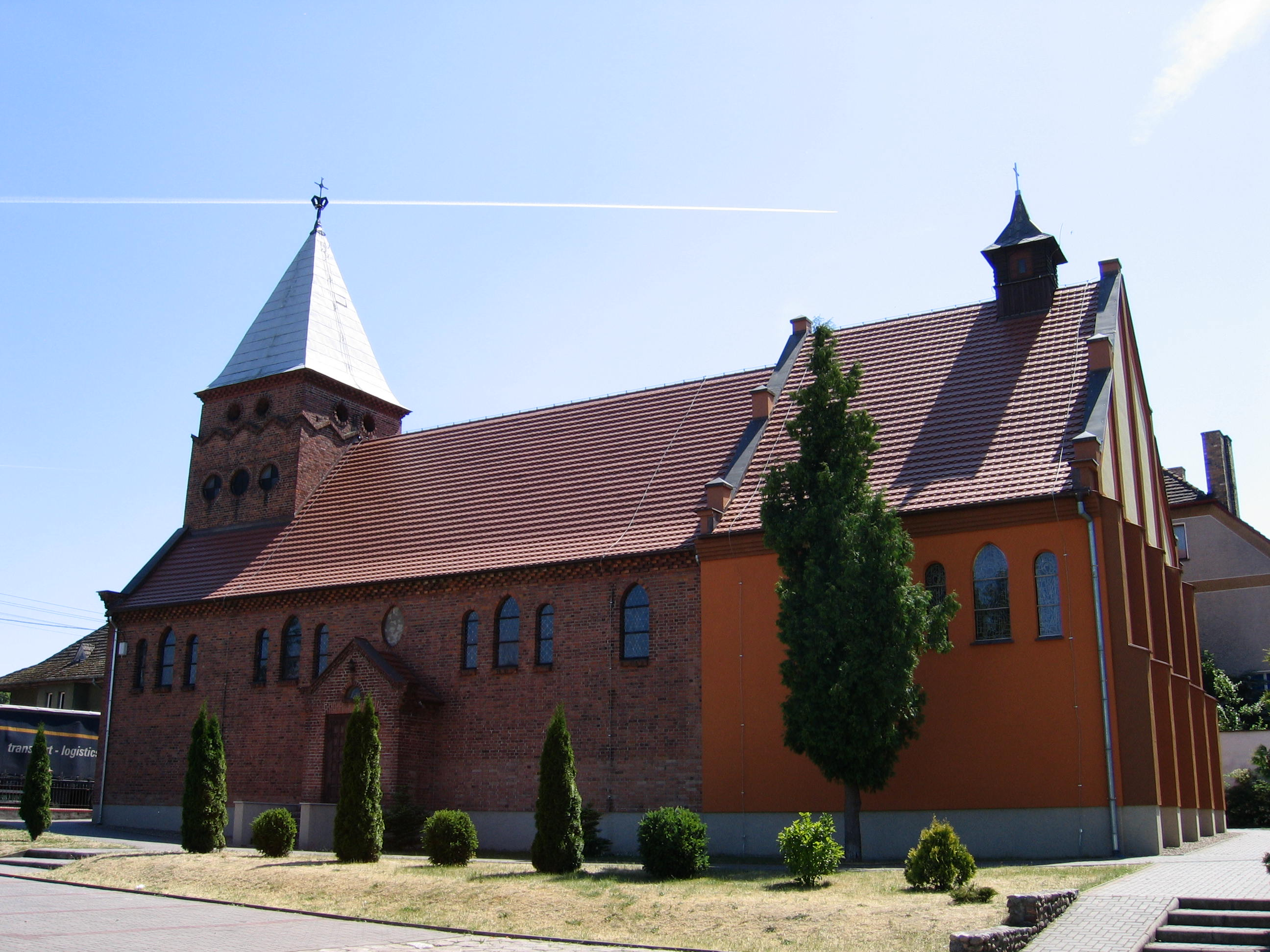
Kościół św. Bonifacego

- fragmenty murów obronnych z XIV i XV w.;
- kościół Niepokalanego Serca NMP z XIII i XIV w. (przebudowany w XIX w.);
- domy mieszczańskie z XIX w.;
- rynek miejski z „Gęsiarką” – fontanną wykonaną w 1912 r. przedstawiającą dziewczynkę z gęsią;
- kościół św. Bonifacego z 1923 r.;
- Młyn Papiernia – była fabryka papieru czerpanego, obecnie muzeum i siedziba Stowarzyszenia na Rzecz Ochrony Dziedzictwa „Młyn Papiernia”;
- Plaża Miejska – wybudowana 1927 r. nad Jeziorem Barlineckim w unikalnym na Pomorzu stylu alpejskim
- Szkoła Podstawowa nr 1 w Barlinku im.Tadeusza Kościuszki – została wybudowana jako klasztor, podczas II wojny światowej była szpitalem wojskowym;
- parafialna cerkiew prawosławna Zaśnięcia Najświętszej Maryi Panny, wzniesiona jako kościół ewangelicki w XIX w.;
- hala sportowa, jedna z pierwszych w Niemczech, wzniesiona w początkach XX w., 12 listopada 2010 r. na terenie hali wybuchł pożar;
- Pałacyk Cebulowy – przedwojenna willa położona nad Jeziorem Barlineckim, później mieściła się w nim szkoła i Komenda Hufca ZHP Barlinek.

## Demografia
Według danych z 30 czerwca 2009 r. miasto miało 14 162 mieszkańców.
Piramida wieku mieszkańców Barlinka w 2014 r.

## Kultura

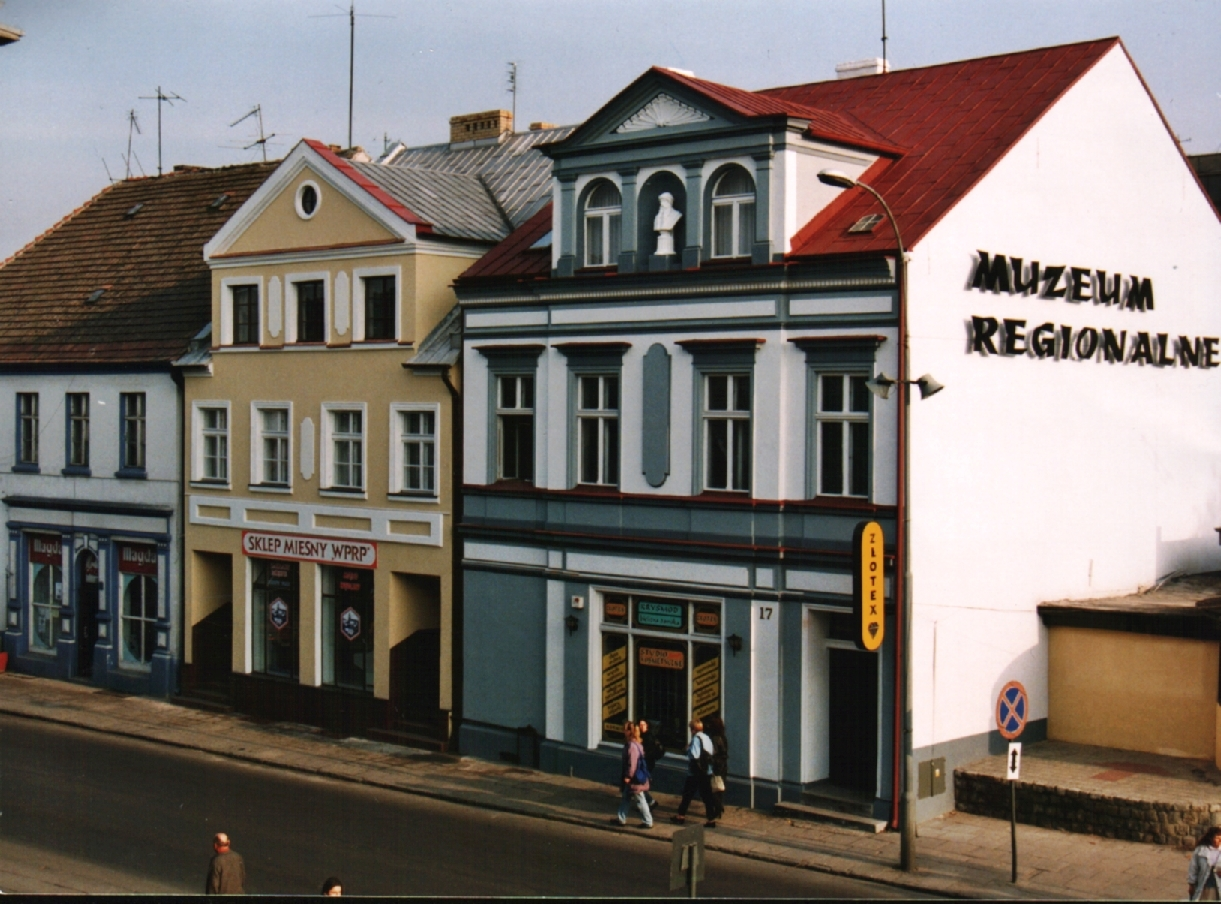
Muzeum Regionalne

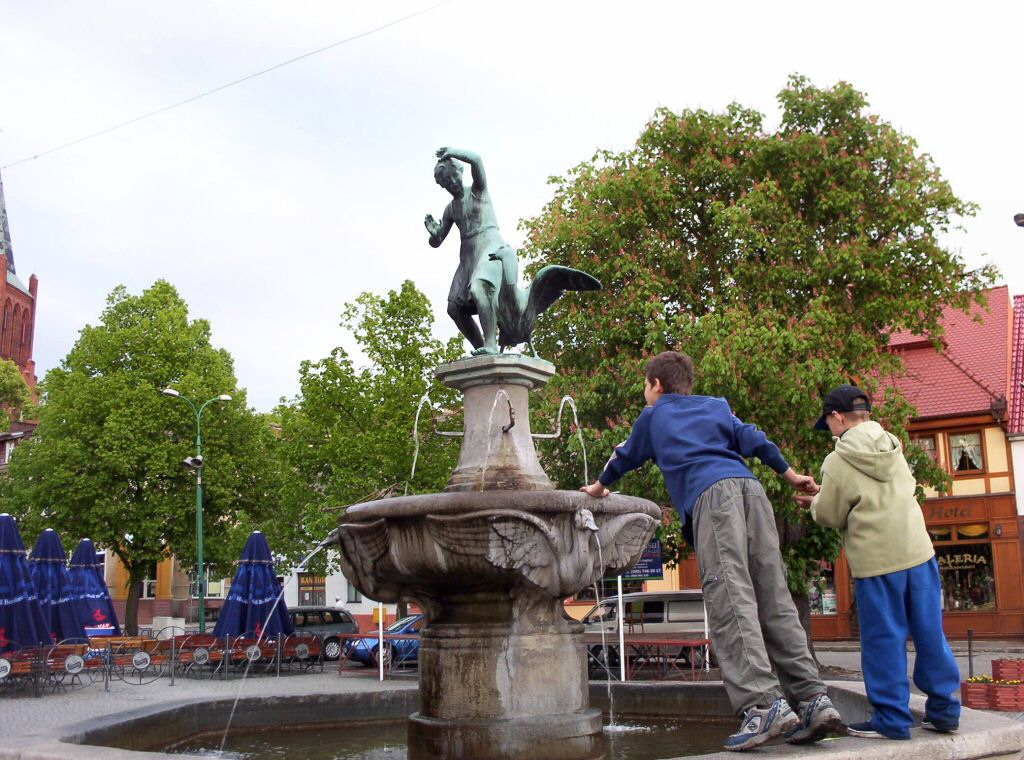
Pomnik gęsiarki na barlineckim rynku

Głównym animatorem działalności kulturalnej w mieście jest Barlinecki Ośrodek Kultury. Mieszczą się tutaj pracownie ceramiki unikatowej, teatralna i plastyczna, a także sekcja szachowa, krótkofalarska oraz działają zespoły taneczne. BOK jest organizatorem cyklicznych imprez:
Lata Teatralnego, Ogólnopolskiego Pleneru Plastycznego i polsko-niemieckich warsztatów ceramicznych, plastycznych i teatralnych.
Na terenie miasta i gminy działa Harcerski Szczep Puszczy Barlineckiej należący do myśliborskiego hufca ZHP. Szczep składa się z 4 drużyn oraz Harcerskiego Klubu Łączności.
W Barlinku znajduje się również Muzeum Regionalne i Kino "Panorama".
Lokalnymi czasopismami są: Echo Barlinka, wydawane przez Towarzystwo Miłośników Barlinka oraz Puls Barlinka. Lokalne portale internetowe o charakterze informacyjnym to: Barlinek24.pl oraz eBarlinek.pl. Towarzystwo Miłośników Barlinka (TMB), działające w mieście od początku lat dziewięćdziesiątych, organizuje koncerty muzyki poważnej, bierze udział w festynach i interpeluje u władz samorządowych w sprawach mieszkańców dotyczących życia w Barlinku.
Każdego roku podczas Barlineckich Świętojanek wybierana jest Królowa Puszczy Barlineckiej.

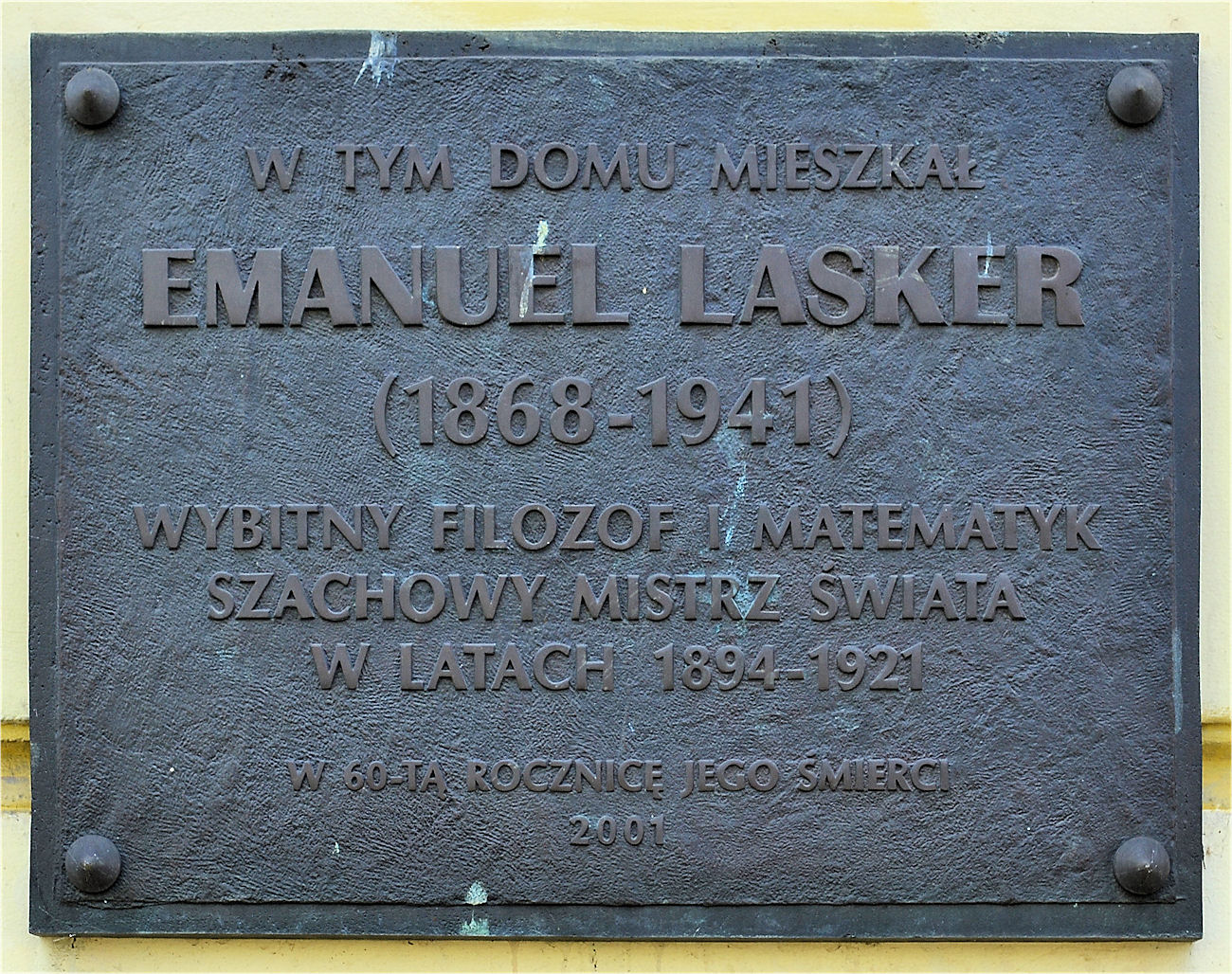
Pamiątkowa tablica w miejscu zamieszkania szachowego mistrza świata Emanuela Laskera

## Oświata

### Szkoły podstawowe
- Szkoła Podstawowa nr 1 im. Tadeusza Kościuszki
- Szkoła Podstawowa nr 4 im. Henryka Sienkiewicza
- Niepubliczna Szkoła Podstawowa „Radosna”[18]

### Szkoły ponadpodstawowe
- Zespół Szkół i Placówek Oświatowych im. kpt. hm. Andrzeja Romockiego „Morro”

### Inne
- Stowarzyszenie Pomocy Niepełnosprawnym „Bratek”[19]

## Wspólnoty wyznaniowe

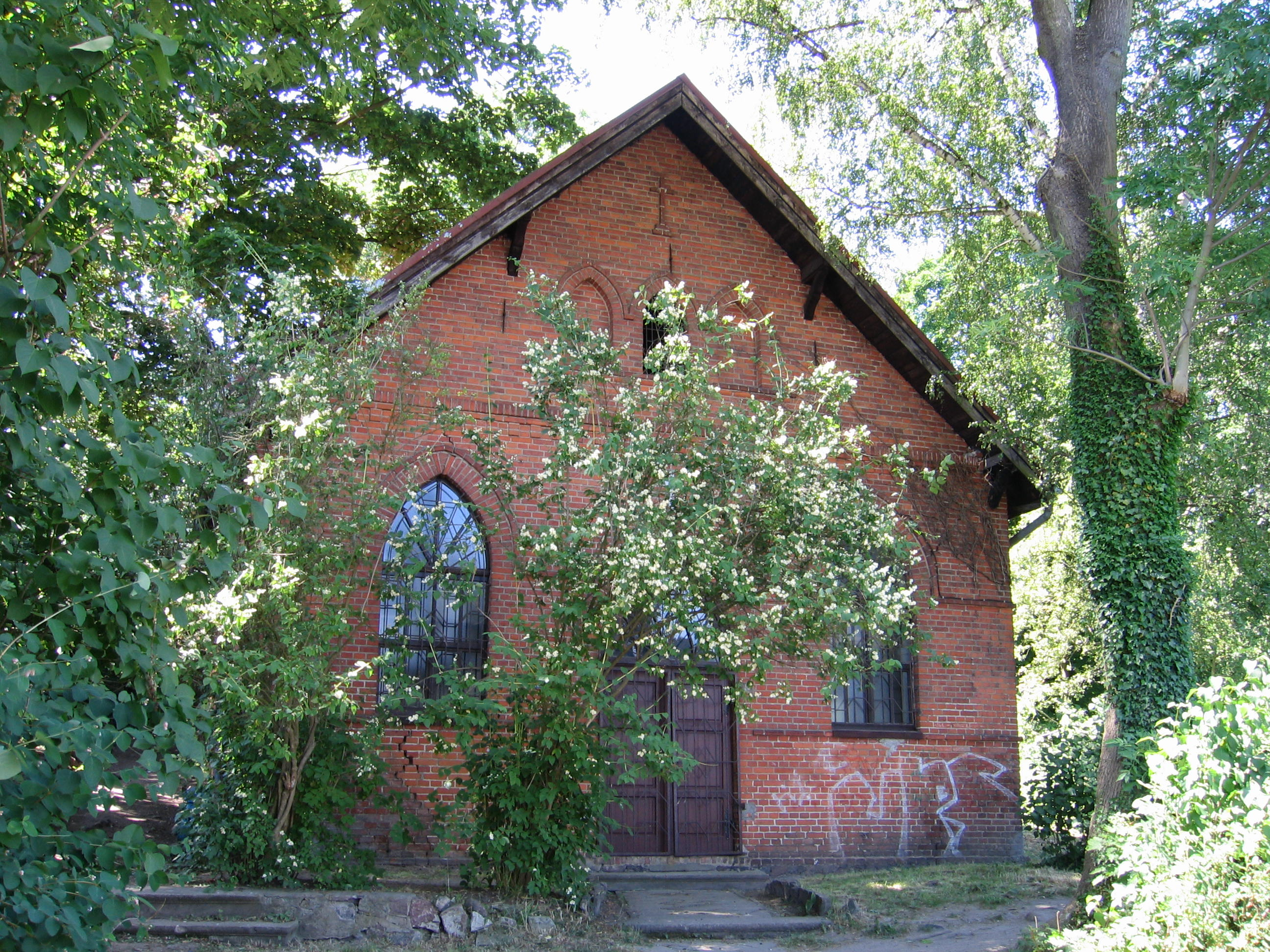
Cerkiew prawosławna Zaśnięcia Najświętszej Maryi Panny

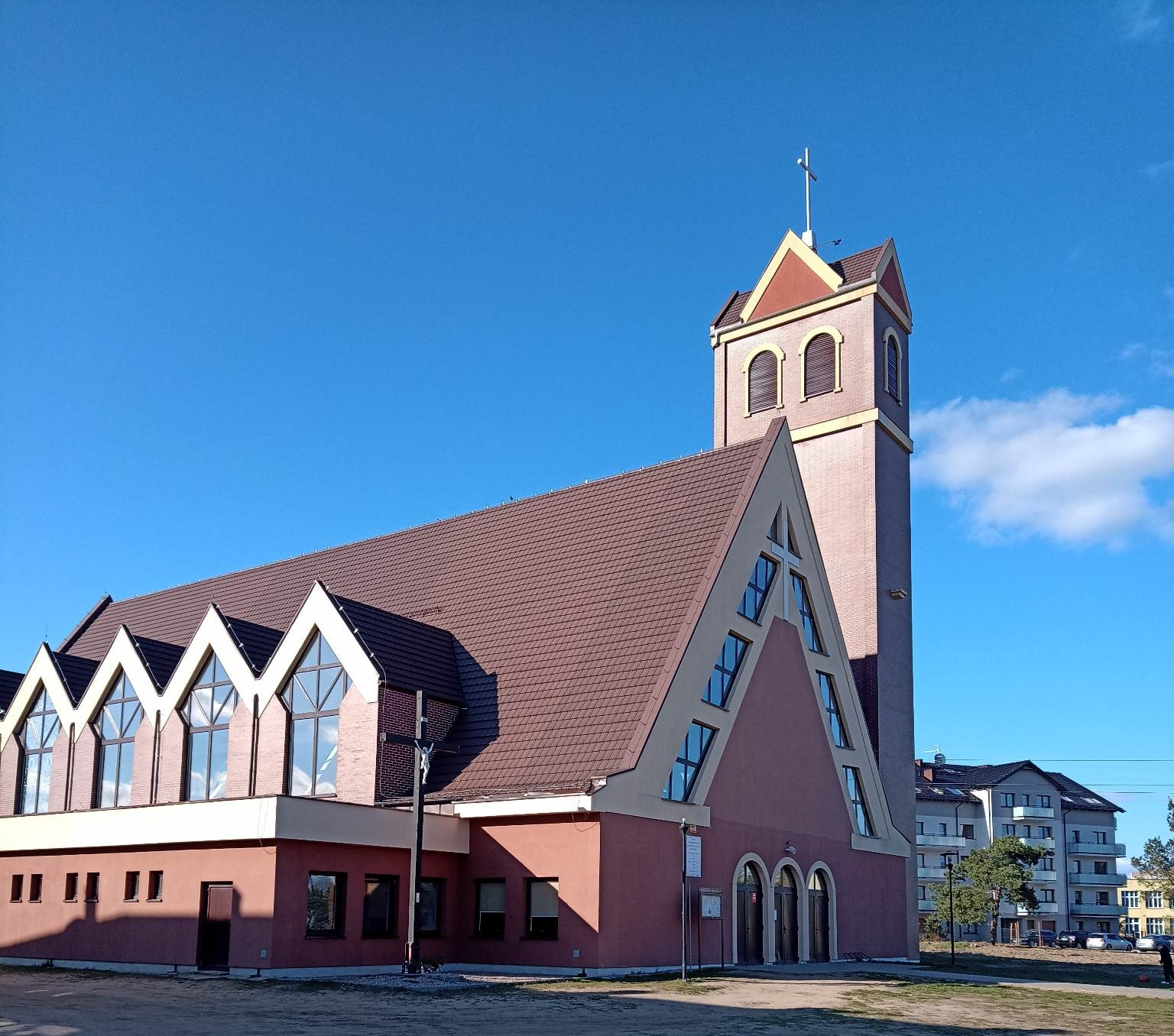
Kościół św. Wojciecha BM

### Kościół katolicki
- Kościół rzymskokatolicki:
  - parafia Niepokalanego Serca Najświętszej Marii Panny[20]
  - parafia św. Bonifacego[21]
  - parafia św. Wojciecha BM[22]

Miasto jest siedzibą Dekanatu Barlinek.

### Prawosławie
- Polski Autokefaliczny Kościół Prawosławny:
  - parafia Zaśnięcia Przenajświętszej Bogurodzicy[24]

### Protestantyzm
- Chrześcijańska Wspólnota Zielonoświątkowa:
  - zbór w Barlinku[25]
- Kościół Ewangelicko-Augsburski w Rzeczypospolitej Polskiej:
  - filiał w Barlinku parafii ewangelicko-augsburskiej w Gorzowie Wielkopolskim[26][27]

### Restoracjonizm
- Świadkowie Jehowy:
  - zbór Barlinek-Wschód[28][29]
  - zbór Barlinek-Zachód[28][29]

## Gospodarka
Drobny przemysł: odzieżowy i materiałów budowlanych.
Zakłady przemysłu drzewnego (obecnie spółka produkcyjna Barlinek Inwestycje Sp. z o.o. należąca do Barlinek S.A. z siedzibą w Kielcach - jedna z największych tego typu firm na świecie), zakład „HaCon” zajmujący się produkcją konstrukcji stalowych oraz odlewów żeliwnych (dawna huta żeliwa przy ZUO „Bomet”), METPOL-BARLINEK (należący do grupy kapitałowej HOLDING-ZREMB Gorzów S.A.) specjalizujący się w wykonawstwie spawanych i skręcanych konstrukcji stalowych, GBS Bank (dawniej GBS w Barlinku), fabryka drzwi i mebli Borne Furniture, rozlewnia gazu firmy Gaspol, Nadleśnictwo Barlinek. Kiedyś istniał sporej wielkości zakład - ZUO „Bomet” zajmujący się produkcją części do okrętów. Obecnie na tym terenie funkcjonuje kilka mniejszych firm, w tym m.in. Int. Production JCS.
Na terenie Barlinka utworzono podstrefę Kostrzyńsko-Słubickiej Specjalnej Strefy Ekonomicznej, obejmującą wyznaczonych 5 kompleksów.

## Transport

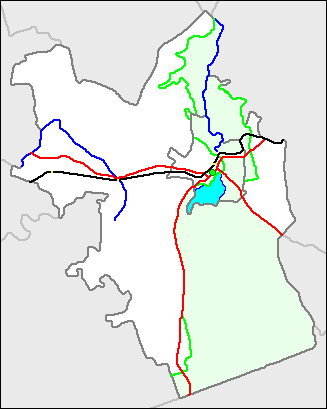
Barlinek na planie gminy

W mieście krzyżują się dwie drogi wojewódzkie:
- 151 trasa Świdwin - Łobez - Węgorzyno - Ińsko - Recz - Choszczno - Pełczyce - Barlinek - Kłodawa - Gorzów Wielkopolski
- 156 trasa (Drezdenko) - Stare Kurowo - Zwierzyn - Strzelce Krajeńskie - Barlinek - Lipiany

Przez Barlinek przebiega też nieczynna linia kolejowa Myślibórz – Choszczno.

Komunikacja miejska
Na terenie gminy Barlinek działa również komunikacja miejska obsługiwana przez PPHU minibus.
Działające linie:
- 11-listopada (Górny Taras) - Ogrodowa - Leśna - Szpitalna PKO - Niepodległości (Rynek) - Gorzowska Cmentarz - Myśliborska - Os. Leśnika
- Os. Leśnika - Myśliborska - Gorzowska Cmentarz - Niepodległości (Rynek) - Szpitalna PKO - Leśna - Ogrodowa - 11-listopada (Górny Taras) - Przemysłowa - Okrętowa
- Górny Taras - Jaromierki Cmentarz

Ponadto przewoźnicy oferują przejazdy do pobliskich miast - Pełczyc, Choszczna, Myśliborza, Gorzowa Wielkopolskiego, Lipian, Pyrzyc i Szczecina.

## Sport
Barlinek jest promowany jako „Europejska Stolica Nordic Walking”. Wokół miasta zostało wytyczonych 7 tras o zróżnicowanym stopniu trudności, łącznie 54 km. Od 2013 organizuje zawody w nordic walking, w tym o randze mistrzostw Polski.
Dla wszystkich amatorów aktywnego wypoczynku Barlinek oferuje wiele atrakcji sportowo-rekreacyjnych: rejsy pod żaglami, pływanie łódkami, kajakami, przejażdżki konne, biegi leśne, kręgle, bogate łowiska ryb oraz leśne ostępy pełne łownej zwierzyny i owoców runa leśnego. Wydarzeniami sportowymi dużej rangi są Żeglarskie Mistrzostwa Polski w klasie Omega oraz Festiwal Szachowy im. Emanuela Laskera.

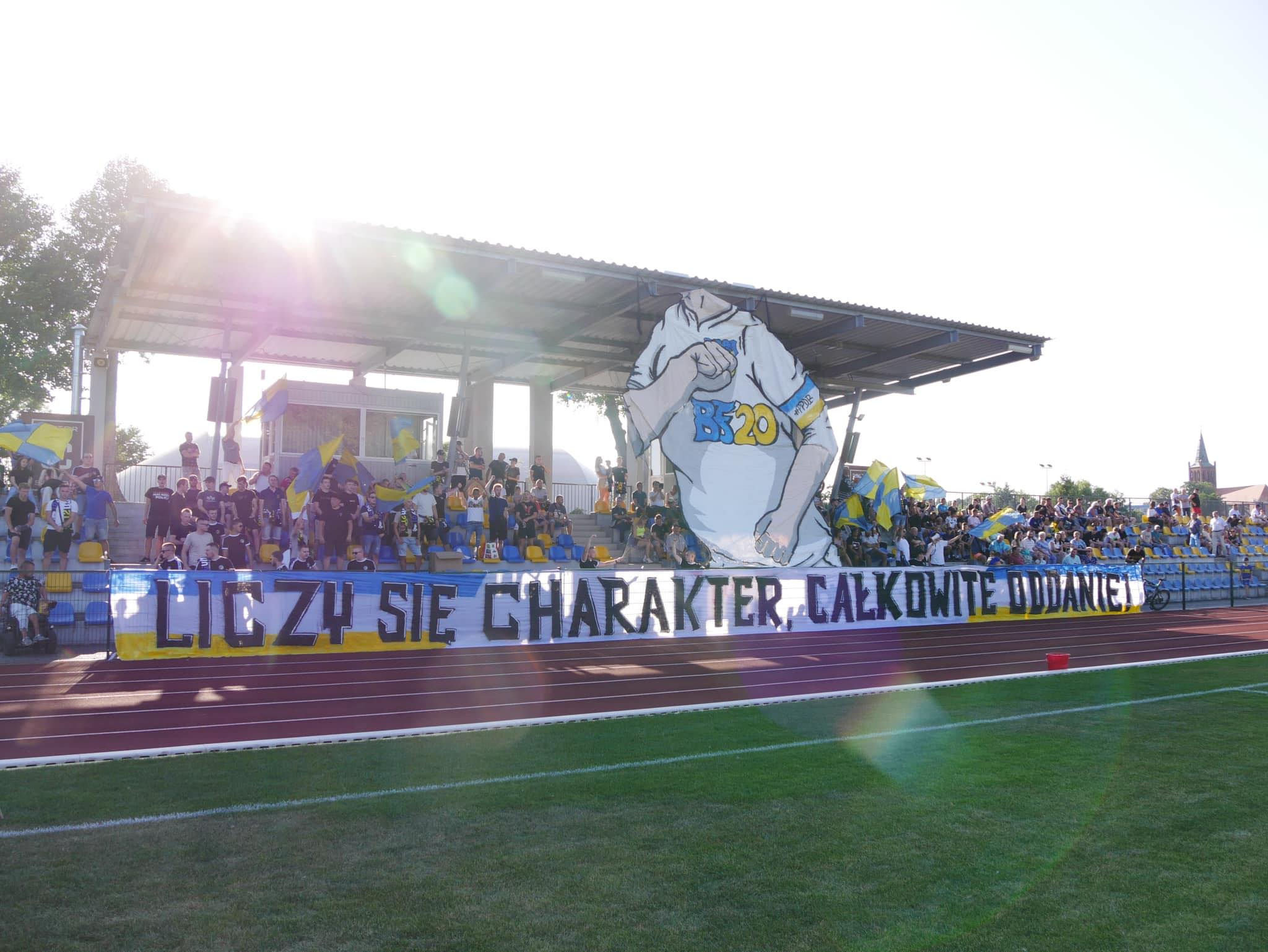
Trybuny na Stadionie Miejskim im. Bronisława Bagińskiego podczas meczu piłkarzy Pogoni Barlinek

Liga piłki nożnej halowej w Barlinku – cykliczny turniej „dzikich” drużyn piłkarskich.
Organizacje sportowe działające w mieście:
- Klub Żeglarski SZTORM Barlinek
- MKS Pogoń Barlinek – klub sportowy (Klasa okręgowa)
- Barlinecki Klub Tenisowy
- MLKS „Lubusz” Barlinek – filia klubu LKS „Lubusz” Słubice
- Polski Związek Wędkarski Barlinek Koło nr 1
- Klub Szachowy „Lasker”
- Klub Karate „Shotokan”
- Klub Aikido Renshu
- Berserker’s Team Barlinek – MMA, Brazilian Jiu Jitsu, Muay Thai

W 2011 r. Barlinek wzbogacił się o nowy stadion sportowy przeznaczony dla piłkarzy i lekkoatletów. Po wielu trudnościach został on oficjalnie otwarty 2 października (modernizacji uległ stadion MKS Pogoń Barlinek, która występuje w III lidze). Obiekt wzbogacił się o bieżnię tartanową długości 400 metrów wraz z 6 torami na prostej i 4 na łukach. Przy stadionie mieszczą się także trybuny, mogące pomieścić 960 osób.
W dniach 29 maja – 1 czerwca 2014 r. miasto było gospodarzem finału XLII Ogólnopolskiego Młodzieżowego Turnieju Turystyczno – Krajoznawczego, pod patronatem PTTK.
W Barlinku urodził się tenisista Marcin Matkowski, specjalista gry podwójnej, siedmiokrotny uczestnik deblowego turnieju Masters dla 8 najlepszych debli na świecie. W Barlinku mieszka i trenuje lekkoatletka Sofia Ennaoui, która jest m.in. wicemistrzynią Europy w biegu na 1500 metrów. Z miastem także jest związany wielokrotny mistrz świata na żużlu – Bartosz Zmarzlik, który mieszka w pobliskich Kinicach. Tutaj pierwszy raz zetknął się z żużlem oraz zawarł związek małżeński w kościele Niepokalanego Serca Najświętszej Maryi Panny. Z Barlinka pochodzi również były reprezentant Polski w piłce nożnej – Marcin Kikut.
W Barlinku urodził się Emanuel Lasker, jeden z najwybitniejszych szachistów w historii. Mistrz świata w latach 1894 - 1921. Doktor matematyki i doktor filozofii.

## Polityka

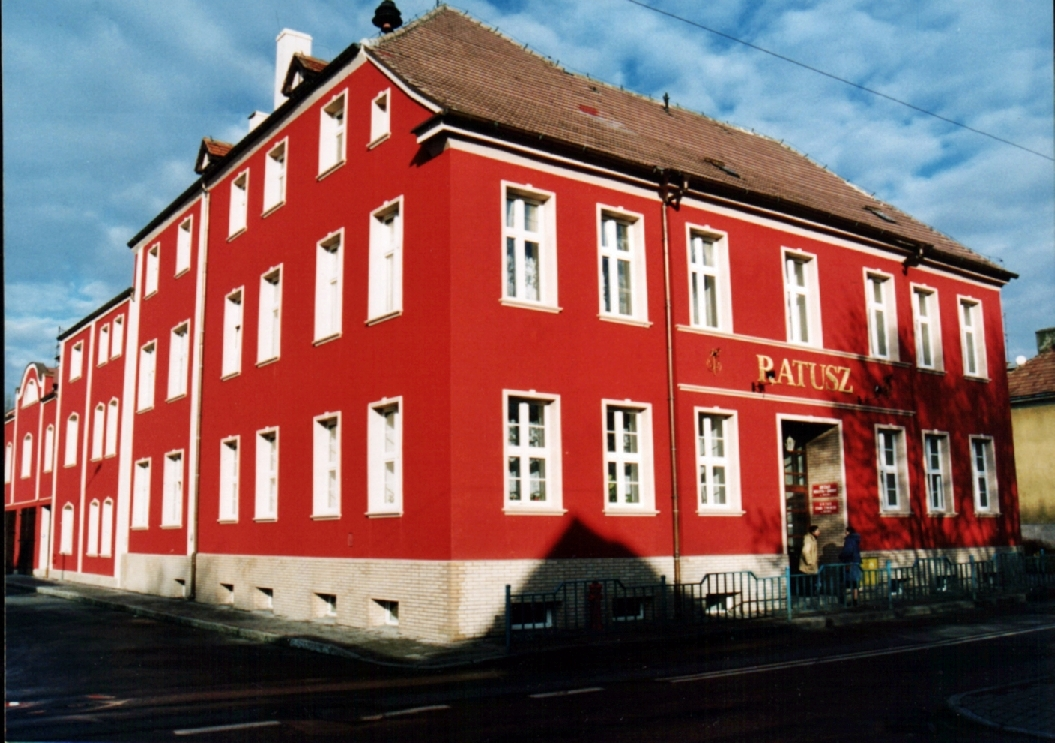
Ratusz

Mieszkańcy Barlinka wybierają do swojej rady miejskiej 11 radnych (11 z 15). Pozostałych 4 radnych wybierają mieszkańcy terenów wiejskich gminy Barlinek. Organem wykonawczym jest burmistrz. Siedzibą władz jest budynek przy ul. Niepodległości 12.
Burmistrzowie Barlinka (po 1990 r.):
- Józef Wawrzyniak (1990-1994)
- Józef Jerzy Faliński (1994-2000)
- Zygmunt Siarkiewicz (2000-2014)
- Dariusz Zieliński (2014-2024)
- Bernarda Lewandowska (od 2024)[43]

Barlinek jest siedzibą Nadleśnictwa Barlinek zlokalizowanego przy ul. Tunelowej, które wchodzi w skład Regionalnej Dyrekcji Lasów Państwowych w Szczecinie.
Mieszkańcy Barlinka wybierają posłów na Sejm z okręgu wyborczego nr 41, a posłów do Parlamentu Europejskiego z okręgu wyborczego nr 13.

### Miasta partnerskie
Lista gmin partnerskich gminy Barlinek:
- Schneverdingen
- Eksjö
- Courrières
- Prenzlau
- Gryfino